# 德賴克里克鎮區 (密蘇里州豪厄爾縣)
德賴克里克鎮區（英語：Dry Creek Township）是位於美國密蘇里州豪厄爾縣的一個行政鎮區。

## 地方資料
德賴克里克鎮區的面積為133.25平方千米，當中陸地面積為133.15平方千米，而水域面積為0.10平方千米。根據2020年美國人口普查的數據，當地共有人口1724人，而人口密度為每平方千米12.94人。